# Cristian González (calciatore 1999)
Cristian David González Taborda, noto semplicemente come Cristian González (Salto, 2 gennaio 1999), è un calciatore uruguaiano, difensore del Cerro Largo.

## Caratteristiche tecniche
È un terzino sinistro.

## Carriera
Cresciuto nel settore giovanile del Villa Española, ha esordito in prima squadra il 7 maggio 2019 disputando l'incontro di Segunda División Profesional pareggiato 0-0 contro il Sud América. Nel 2020 è stato acquistato a titolo definitivo dal Danubio.